# Nagyító

Nagyító

A közeli kicsiny tárgyak látószögének megnövelésére a nagyítót használják. A felhasználási területe nagyon széles: használják az ékszerészek, az órások, dolgoznak vele a fogászatban, szemészetben, geológiában stb.

## Nagyító
A nagyítóknál nem a lineáris, hanem a szögnagyítást veszik alapul. A látószög a tárgy két egymástól legtávolabb lévő pontjából a szembe érkező fénysugarak által bezárt szög.

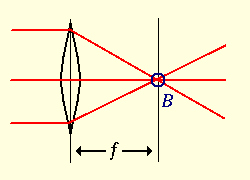
Gyűjtőlencse

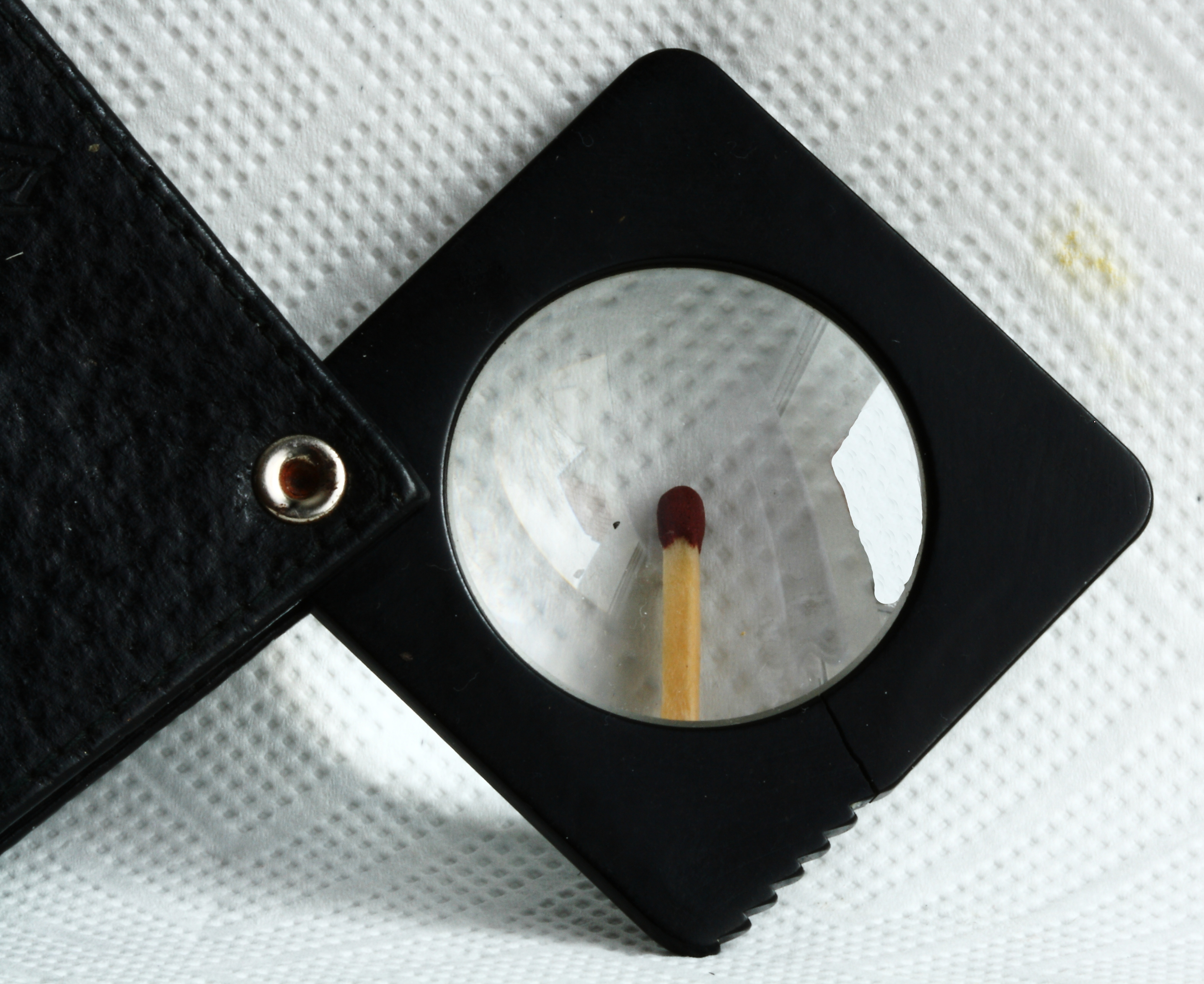
Zsebnagyító

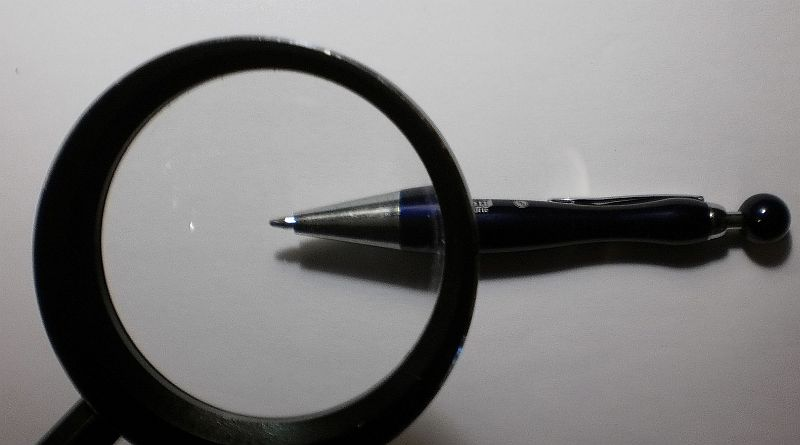
Kézi nagyító

A szögnagyítás:
{\displaystyle N_{sz}={\frac {\beta }{\alpha }}},  ahol {\displaystyle \beta } a nagyítóval észlelt, {\displaystyle \alpha } pedig a szabad szemmel látható látószög.
Kis szögek esetén a látószögek tangensével is számolhatunk:  {\displaystyle N_{sz}={\frac {\rm {{tg}\beta }}{\rm {{tg}\alpha }}}}.

## Egyszerű nagyító (lupe)
Az egyszerű nagyító egy gyűjtőlencse, amely a fókusztávolságán belül lévő tárgyról a tiszta látás távolságán belül – ez mintegy 25 cm – látszólagos, egyenes állású, nagyított képet ad.
A lupe szögnagyításának abszolút értéke:
{\displaystyle |N_{nsz}|={\frac {|d|}{f}}+1},
ahol d a tiszta látás távolsága, f pedig a fókusz- vagy gyújtótávolság. 25-30-szoros nagyításon felül a lupe helyett mikroszkópot kell használni.

## Felhasználási területek

### Ékszerészek
Az ékszerészek leggyakrabban egy 10-szeres nagyítású kézi nagyítót használnak a drágakövek csiszolásánál, ez a nagyítás bőven elég a csiszolandó kő megvizsgálására.

### Óraművesség
A mechanikus órák részeinek átvizsgálásához és az összeszereléshez az órások egyszerű nagyítót használnak.

### Fényképezés
A fényképészek a nagyítót a negatívok és diapozitívok áttekintésére, szerkesztésére és/vagy elemzésére használják.

### Nyomtatás (nyomdászat)
A nyomdászok az ofszet- és a flexografikus technikában elterjedten használják a kézi nagyítót, lupét, hogy gondosan megvizsgálják, megfelelő-e a festék a papíron. Nagyítóval ellenőrzik a színeket, és azt is, hogy a hengerek helyesen nyomtatják-e az írásjeleket.

### Sebészet
A sebészek akkor használják a nagyítókat, amikor nagyon érzékeny, vagy könnyen megsérthető műtéti területen dolgoznak. Ezek a nagyítók különlegesek és személyre szabottak, azért, hogy a legjobb látási viszonyokat biztosítsák.

### Földtan(geológia)
A kézi nagyítót a geológusok a sziklát alkotó ásványi anyagok meghatározására használják. Ez az eszköz számukra nélkülözhetetlen.

### Entomológia
A hivatásos és amatőr rovartudósok gyakran használnak nagyítót a rovarok azonosításához a terepen, ahol a mikroszkóp használata kivitelezhetetlen lenne.

## Fordítás
- Ez a szócikk részben vagy egészben  a   Loupe című angol Wikipédia-szócikk fordításán alapul.  Az eredeti cikk szerkesztőit annak laptörténete sorolja fel. Ez a jelzés csupán a megfogalmazás eredetét és a szerzői jogokat jelzi, nem szolgál a cikkben szereplő információk forrásmegjelöléseként.